# Gerd Hammes
Gerd Hammes (* 16. Juli 1933 in Wuppertal) ist ein deutscher Komponist.

## Leben
Sein Studium absolvierte er am Bergischen Landeskonservatorium in Wuppertal. Zunächst wurde er Posaunist am Theater, später dann Studiomusiker. In dieser Funktion war er auch während seines sechsjährigen Aufenthaltes in den Vereinigten Staaten tätig. Aus Amerika zurückgekehrt setzte er sich als Komponist besonders für das Blasmusikwesen ein.

## Werke

### Werke für Blasorchester
- 1977: Ein bisschen Glück
- 1978: Ein Tag in Paris Musette-Walzer
- 1979: Happy Feeling  Modernes Intermezzo
- 1979: Riverside Dixie
- 1979: Unter blauem Himmel
- 1979: Fröhlicher Auftakt Modernes Intermezzo
- 1980: Dixie Festival
- 1980: Glück und Musik  Ouvertüre
- 1980: Sunny Day
- 1981: Alabama Dixie
- 1981: Boogie for Trombones
- 1982: Caribbean Flair
- 1982: Tenorhorngrüsse
- 1983: Swinging in Brass
- 1983: Boogie for Trumpets
- 1983: Suite in Rhythm
- 1984: Trumpet Dreams